# One Shot, One Mind
「One Shot, One Mind」（ワン・ショット・ワン・マインド）は、Fear, and Loathing in Las Vegasの楽曲。2021年4月21日に各種音楽サイトにて配信された。

## 概要
前作「Evolve Forward in Hazard」より約1か月振りとなる楽曲。
本作は、関西テレビの2021年プロ野球中継でテーマソングとして使用された。
前作と同じく向こうが探しているところにプレゼンする形で採用が決まったという。マネージャー曰く、元々野球やサッカーなどチームでやるような競技はラスベガスの楽曲と親和性が非常に高いと感じており、ずっとこういったスポーツ系のタイアップが欲しいと思っていたとのことで、機会があればと思っていたところに今回の話が来たという。関西テレビ側に「スポーツの高揚感はラスベガスの楽曲のテンション感と絶対合います」と伝え、実際に映像に合わせて曲を流したりしてみたところ好感触だったようで、「ぜひお願いします」と決まったとのことである。
そのような経緯で採用が決まったため、歌詞は非常にリンクしたものとなっている。また、曲の中で太鼓の音を入れており、一時はメガホンの音やバットでボールを打つ音も入れていたとのこと。
制作したMinamiは、「結構爽快な感じというか、最近あまりやっていなかったポップ・パンクのイメージがあったので、メジャー・コードを使ってみたり、アイディアがどんどん湧いてきて、わりとやりやすかったです」と語る。具体的には、ELLEGARDENやSUM 41を聴き直してそのような爽快感を出そうとしたという。また、最初はイントロのフレーズをギターのオクターヴ等で弾いていたが、マネージャーの提案でシンセサイザーのメロディに変えてみたらラスベガスっぽさも出すことができたとも語る。
楽曲としては、構成を非常にシンプルにして、前作のようにオンエア以外のところで裏切るようなことはせず、「ここでこうなるよね」「ここでサビ来るよね」といったお約束的爽快さを表すものに仕上がっている。Minamiも「タイアップ的にも全体的に使う、どこを切り取って使うかわからないというような感じだったので、曲を通してああいう爽快な感じになっています」と語る。
なお歌詞については、当初は日本語詞にするつもりで準備していたという。しかし、日本語で野球解説をしている際にバックで日本語の曲が流れていると解説が耳に入ってき辛いから、という理由で関西テレビ側から「英語にしてください」と要望があり断念したとのことである。

## 収録曲
| #         | タイトル               | 作詞 | 作曲・編曲 | 時間 |
| --------- | ---------------------- | ---- | ---------- | ---- |
| 1.        | 「One Shot, One Mind」 |      |            | 3:31 |
| 合計時間: | 合計時間:              | 3:31 |            |      |

## タイアップ
One Shot, One Mind
- 「カンテレ プロ野球中継2021」テーマソング

## 収録アルバム
One Shot, One Mind
- 『Cocoon for the Golden Future』

## 演奏
- So : Vocal
- Minami : Vocal, Keyboard
- Taiki : Guitar, Vocal, Chorus
- Tomonori : Drums
- Tetsuya : Bass Guitar